# Мерафлоксацин
Мерафлоксацин (англ. Merafloxacin) — синтетичний антибіотик з групи фторхінолонів, який інгібує псевдовузол, який є необхідним для проведення трансляційного перекодування геному вірусу SARS-CoV-2. Мерафлоксацин вважається одним із імовірних кандидатів для застосування в лікуванні коронавірусної хвороби.